# The Trinity Session
The Trinity Session è il secondo album del gruppo canadese dei Cowboy Junkies pubblicato nel novembre del 1988 per Latent Recordings e riedito l'anno successivo a livello mondiale per la RCA.

## Il disco
L'album è stato registrato in un solo giorno, il 27 novembre 1987, presso la Church of the Holy Trinity a Toronto. Durante le registrazione è stato utilizzato un solo microfono attorno al quale si sono alternati i musicisti.
Contiene un misto di brani originali e cover di brani rock, folk e country tra cui il singolo più famoso del gruppo: la cover Sweet Jane dei Velvet Underground basata su quella pubblicata sul disco dal vivo 1969: The Velvet Underground Live e non sulla successiva versione in studio edita su Loaded.
Altro brano rilevante è Blue Moon Revisited (Song for Elvis), che rielabora il classico Blue Moon in una maniera del tutto originale.
Rispetto all'album d'esordio il blues lascia posto ad una aria di desolazione che permea i brani del disco. Questa atmosfera sarà fonte di ispirazione per vari gruppi come i Codeine che porteranno alla nascita dello slowcore.

## Tracce
Lato A
1. Mining for Gold – 1:34 (Tradizionale, con musica e testi aggiunti da James Gordon)
2. Misguided Angel – 4:58 (Margo Timmins, Michael Timmins)
3. I Don't Get It – 4:34 (Margo Timmins, Michael Timmins)
4. I'm So Lonesome I Could Cry – 5:24 (Hank Williams)
5. To Love Is to Bury – 4:47 (Margo Timmins, Michael Timmins)

Durata totale: 21:17
Lato B
1. 200 More Miles – 5:29 (Michael Timmins)
2. Dreaming My Dreams with You – 4:28 (Allen Reynolds)
3. Sweet Jane – 3:41 (Lou Reed)
4. Postcard Blues – 3:28 (Michael Timmins)
5. Walking After Midnight – 5:54 (Alan Block, Don Hecht)

Durata totale: 23:00
Edizione CD del 1988, pubblicato dalla RCA Records (8568-2-R)
1. Mining for Gold – 1:34 (Tradizionale, arrangiamento di James Gordon)
2. Misguided Angel – 4:58 (Margo Timmins, Michael Timmins)
3. Blue Moon Revisited (Song for Elvis) – 4:31 (Margo Timmins, Michael Timmins; Blue Moon: Richard Rodgers, Lorenz Hart)
4. I Don't Get It – 4:34 (Margo Timmins, Michael Timmins)
5. I'm So Lonesome I Could Cry – 5:24 (Hank Williams)
6. To Love Is to Bury – 4:47 (Margo Timmins, Michael Timmins)
7. 200 More Miles – 5:29 (Michael Timmins)
8. Dreaming My Dreams with You – 4:28 (Allen Reynolds)
9. Working on a Building – 3:48 (Tradizionale, arrangiamento dei Cowboy Junkies)
10. Sweet Jane – 3:41 (Lou Reed)
11. Postcard Blues – 3:28 (Michael Timmins)
12. Walking After Midnight – 5:54 (Alan Block, Don Hecht)

Durata totale: 52:36

## Formazione
- Margo Timmins - voce
- Michael Timmins - chitarra
- Alan Anton - basso
- Peter Timmins - batteria

Musicisti aggiunti
- John Timmins - chitarra, accompagnamento vocale
- Jeff Bird - fiddle, mandolino, armonica (brani: Misguided Angel e 200 More Miles)
- Kim Deschamps - chitarra pedal steel, dobro, chitarra slide bottleneck
- Jaro Czerwinec - accordion
- Steve Shearer - armonica (brani: I Don't Get It, Postcard Blues e Walking After Midnight)[3]